# Thermomix

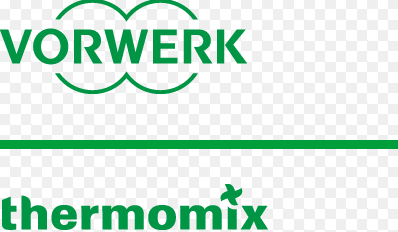
Logo Firma und Produktreihe

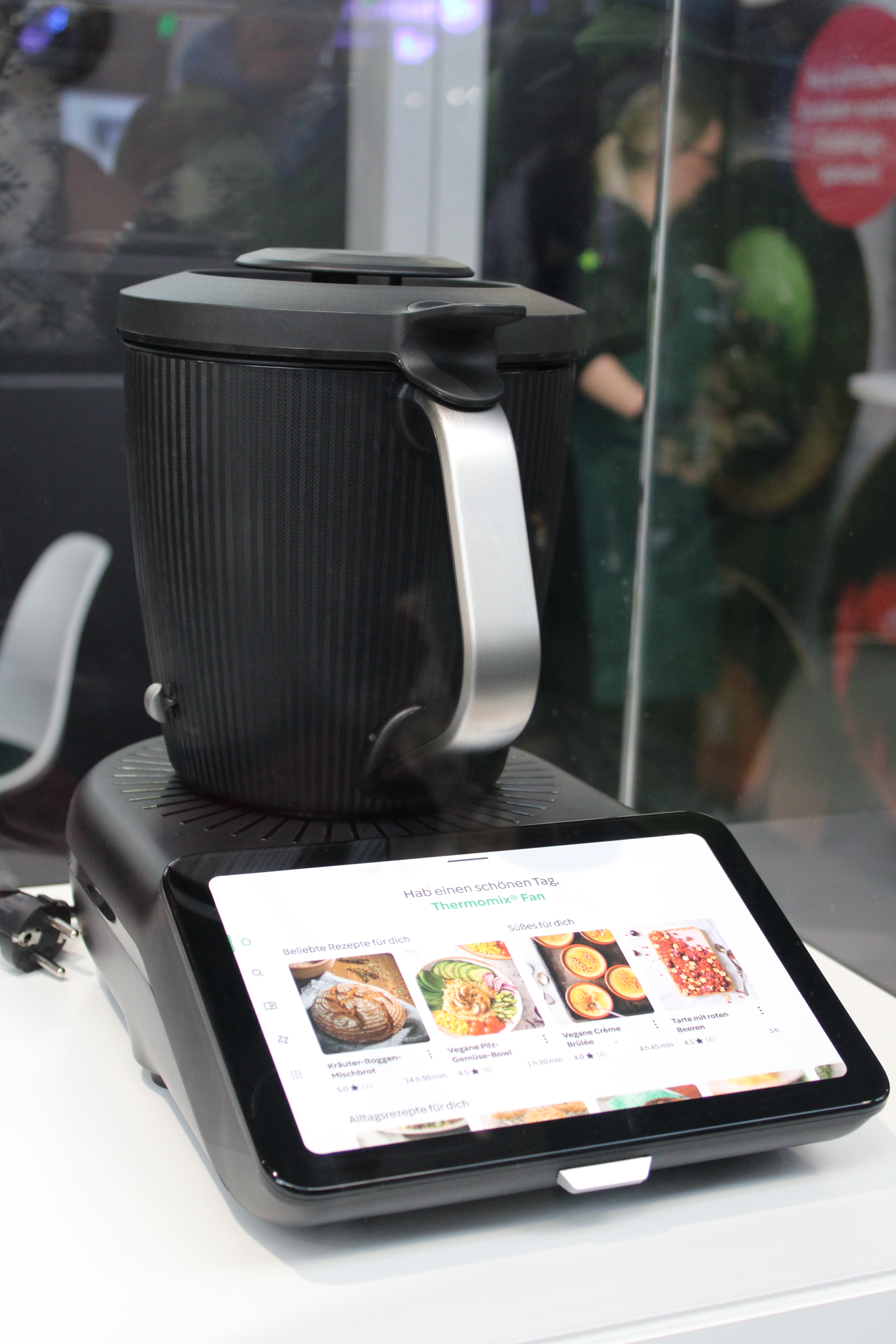
TM7, Regio-Messe Lörrach 2025

Der Thermomix ist eine Küchenmaschine der Wuppertaler Unternehmensgruppe Vorwerk, die Lebensmittel sowohl zerkleinern und mixen als auch erhitzen und anbraten kann. Der Namensteil Thermo weist auf die Kochfunktion hin.

## Technik und Funktionsweise

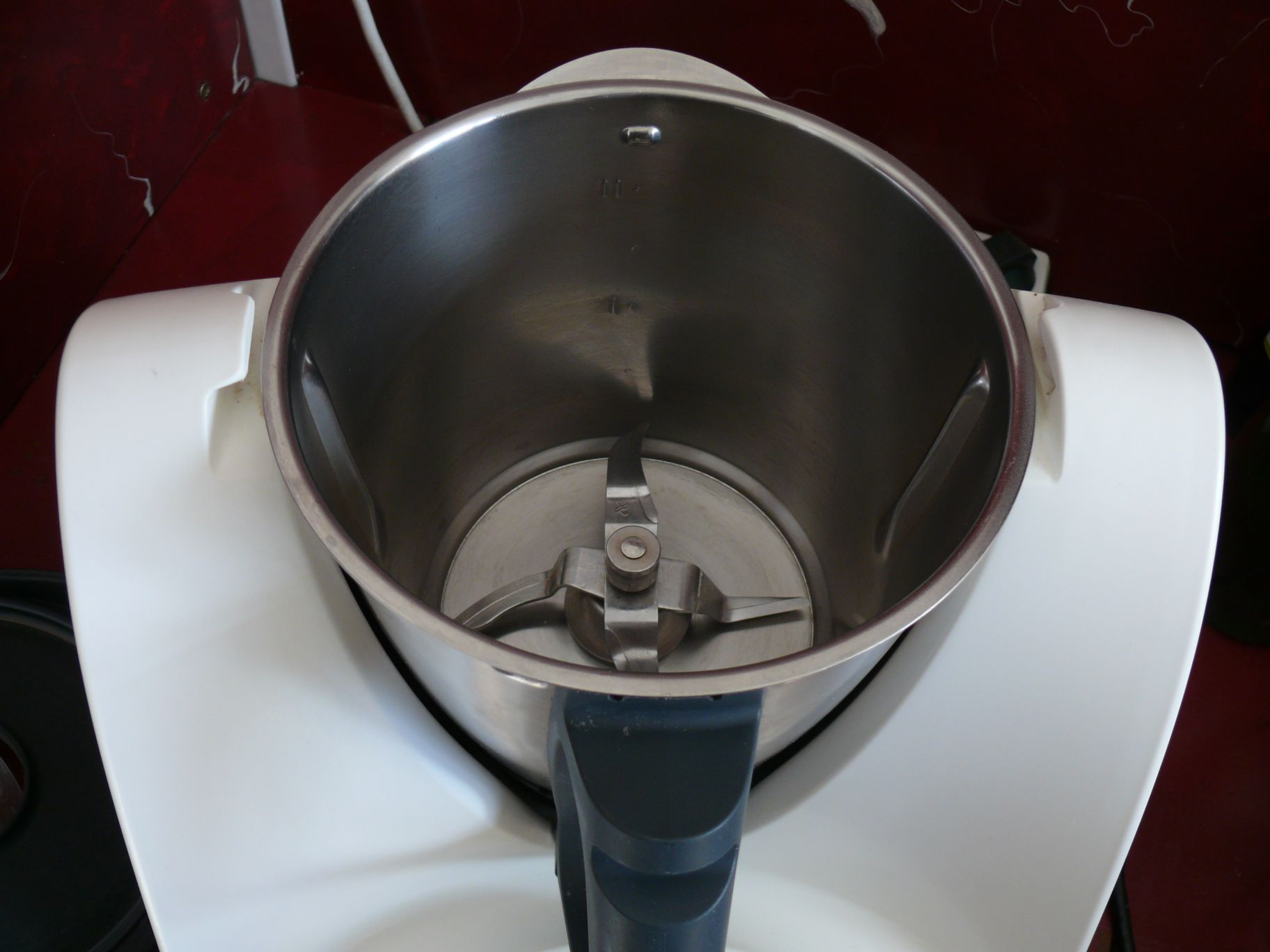
Blick in das Rührwerk des TM31

Das Gerät besteht im Wesentlichen aus der Motor- und Steuereinheit mit integrierter Heizung sowie einem abnehmbaren Mixtopf aus rostfreiem Stahl und einem rotierenden Schlagmesser mit vier Klingen. Im Rechtslauf werden Lebensmittel zerkleinert, während im Linkslauf der Inhalt nur vermischt wird. Das Messer wird mit einem Reluktanzmotor angetrieben, die maximale Drehzahl des Messers beträgt beim Modell TM6 10.700 Umdrehungen pro Minute. Darüber hinaus hat das Gerät eine integrierte Waage, einen Touchscreen zur Bedienung und kann Rezepte von der Vorwerk-Plattform Cookidoo abrufen, wenn ein kostenpflichtiges Abonnement existiert.
Der Thermomix hat die für eine Küchenmaschine üblichen Funktionen wie Rühren, Mischen, Kneten und Zerkleinern, aber auch weitere wie Wiegen, Erwärmen, Kochen und Dünsten; das Modell TM6 beherrscht zudem das Anbraten und Karamellisieren. Beim Mahlen zerkleinert das Gerät nicht nach dem Prinzip einer Mühle, sondern mit dem Schlagmesser. Mit einem Aufsatz wird Dampfgaren ermöglicht.

## Geschichte
1961 kam das erste Universalküchengerät von Vorwerk unter der Bezeichnung VKM5 mit sieben Funktionen auf den Markt. Im Verlauf der 1960er Jahre folgten die Modelle VM 10 und VM 20. 1971 führte Vorwerk den Heizmixer VM 2000 auf dem Markt ein, er gilt als „Ur-Thermomix“. Er wurde zunächst nur in Frankreich vertrieben, da dort gebundene Suppen sehr beliebt sind und ihre Herstellung mit dem Gerät vereinfacht wird. Es folgten die Modelle VM 2002 und VM 2200.
Nach Registrierung der Marke Vorwerk Thermomix kam 1980 – erstmals unter der Bezeichnung Thermomix – das Modell TM3000 auf den Markt, das auch kochen konnte. 1982 folgte das Modell TM3300; zunächst für den italienischen und französischen Markt, ab 1984 auch für Deutschland. Es hatte eine elektronische Drehzahlregelung mit zwölf Stufen, einen Gareinsatz sowie eine Temperaturauswahl. Das ursprüngliche Kürzel VKM für Vorwerk-Küchenmaschine wurde zunächst durch VM für Vorwerk-Mixer und dann durch TM für Thermomix ersetzt.
1996 kam das Modell TM21 mit größerem Mixtopf, dem Dampfgaraufsatz „Varoma“ und integrierter Waage auf den Markt. Außerdem bekam das Gerät ein Display zur Anzeige der Kochzeit und für die Waage. Von 2004 bis 2014 wurde das Modell TM31 angeboten. Es wurden der Linkslauf sowie die Sanftrührstufe des Messers eingeführt, und der ursprüngliche Lüftermotor wurde durch einen Reluktanzmotor ersetzt. Die eingebaute Heizung war um einen Temperatursensor erweitert worden. 

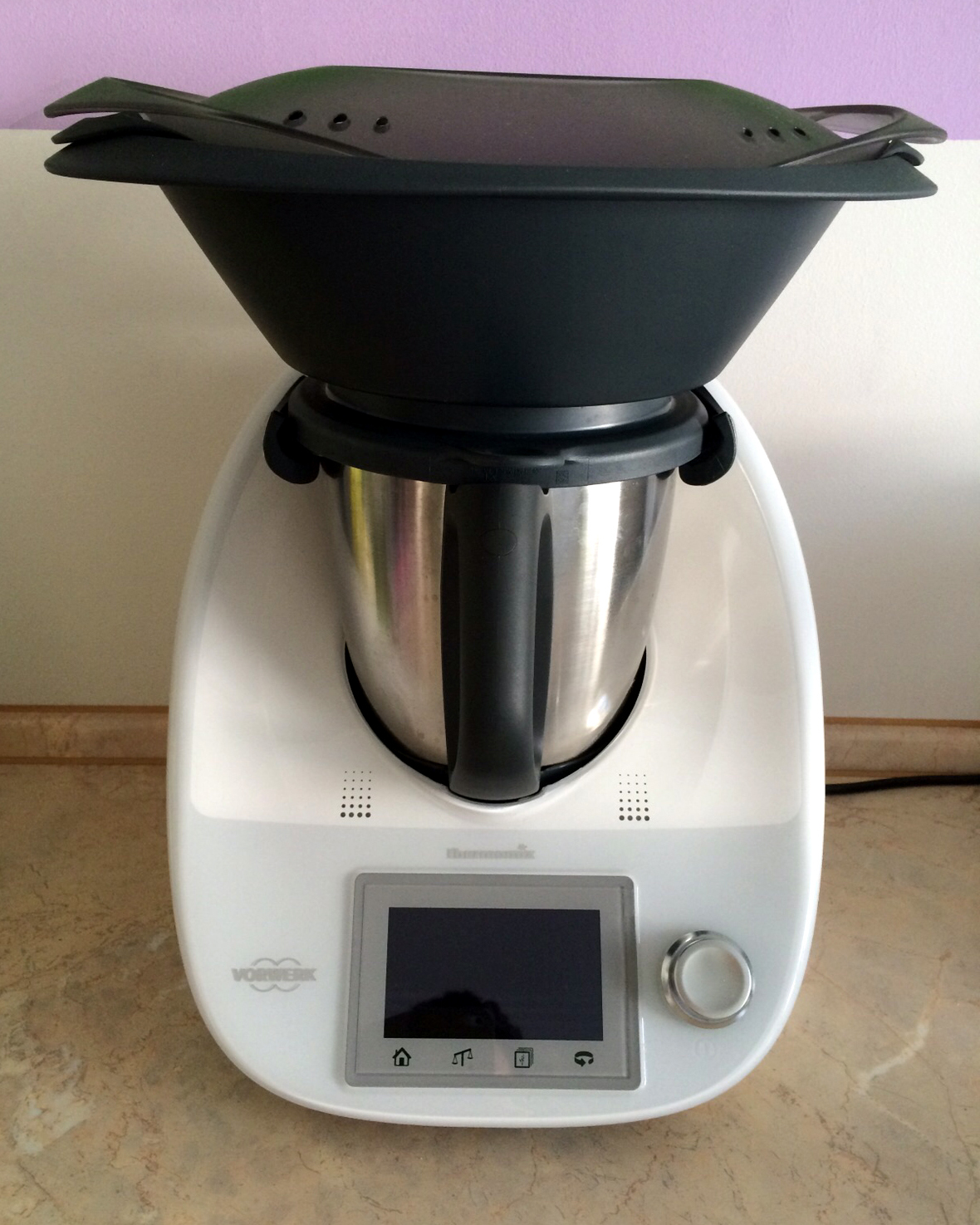
TM5 mit Dampfgaraufsatz

Im September 2014 wurde das Modell TM5 vorgestellt, das unter anderem mit Touchscreen, einem automatischen Verschlusssystem und einer Erweiterungsschnittstelle für die Nutzung von Rezept-Chips ausgestattet ist. Durch das Guided Cooking können Rezepte in Einzelschritten angezeigt und das Gerät vorkonfiguriert werden. 2016 wurde der Cook-Key eingeführt, auf dem Rezeptsammlungen kostenpflichtig per WLAN abonniert werden können. 75 Prozent der verkauften Geräte wurden in Cloyes-sur-le-Loir in Frankreich, und 25 Prozent in Wuppertal-Laaken hergestellt. Beide Werke wurden wegen der hohen Nachfrage bis 2015 vergrößert. Die Produktion der Rezept-Chips wurde im April 2018 eingestellt.
Im März 2019 wurde das Modell TM6 vorgestellt. Das Aussehen und die Maße ähneln denen des Vorgängers, so fasst der Mixtopf weiterhin 2,2 Liter. Das Display wurde auf 6,8″ vergrößert, und das Modell hat nun integriertes WLAN und Bluetooth. Die Rezept-Chips des TM5 werden nicht mehr unterstützt. Die maximale Kochtemperatur wurde auf 160 °C erhöht und ermöglicht damit Anbraten und Karamellisieren. Die Waage misst nun in 1-Gramm-Schritten.
Der TM6 wird hauptsächlich in Frankreich hergestellt, wo in Cloyes-sur-le-Loir die größte Thermomix-Produktionsstätte zu finden ist. Im Juli 2022 gab das Unternehmen bekannt, dass es in einen weiteren Produktionsstandort in Frankreich (Donnemain-Saint-Mamès) investiert.

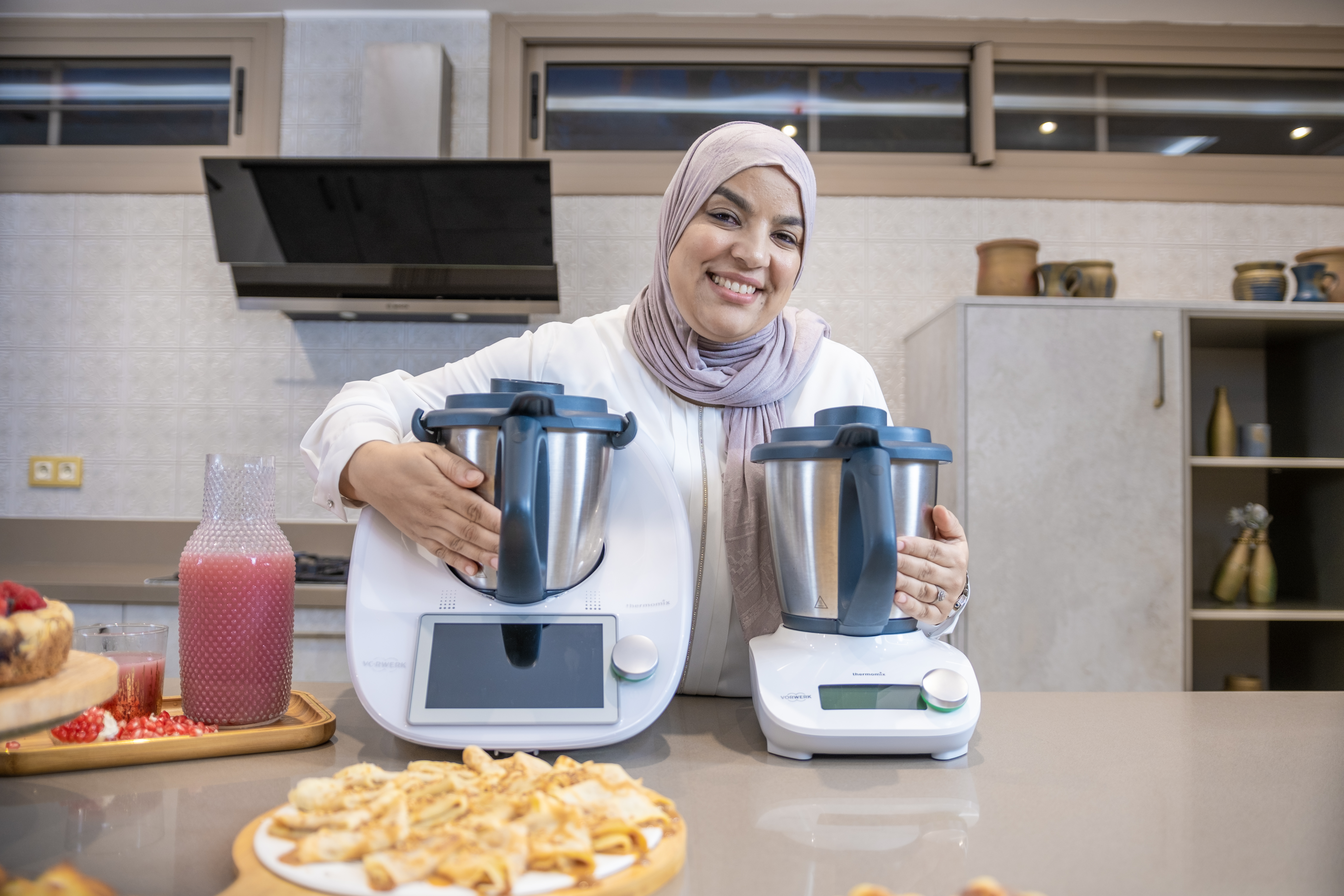
Größenvergleich TM6 und Thermomix Friend (rechts)

Im September 2020 wurde der Thermomix Friend angekündigt. Er ist als eigenständiges Gerät in Kombination mit einem TM5 oder TM6 konzipiert. Der Motor ist ein Schrittmotor mit 25 Watt; er kann nichts zerkleinern und rührt bis Stufe 2. Wie schon der TM5 erhitzt er bis 120 °C, hat aber keine Waage.
Im Februar 2025 wurde das Modell TM7 vorgestellt, welches laut Herstellerangabe am 7. April 2025 veröffentlicht werden soll. Das Design wurde verglichen zu den Vorgänger-Modellen komplett überarbeitet. Das Gerät verfügt nun über einen 10″ großen Multi-Touch-Screen und eine LED-Leiste für erweiterte Funktionen. Auf einen Drehknopf wurde verzichtet. Das Fassungsvolumen des Mixtopfes blieb mit 2,2 Litern unverändert, dieser wird im Betrieb aber nicht mehr teils vom Gehäuse der Küchenmaschine umfasst, sondern steht auf einer Plattform. Die Kapazität des Varoma wurde auf 6,8 Liter erweitert. Eine weitere Neuheit ist die Möglichkeit, bei geringer Drehzahlstufe mit offenem Mixtopf zu kochen. Die überarbeitete Software soll neben dem intuitiveren Guided Cooking und dem Digitalen Zwilling zur automatischen Mixtopferkennung künftig auch Sprachsteuerung und KI-Funktionen zulassen.

## Modellübersicht
| Jahr   | Modellname                 |
| ------ | -------------------------- |
| 1971   | VM 2000 („Ur-Thermomix“)   |
| 1970er | VM 2002 und VM 2200        |
| 1980   | Thermomix TM3000           |
| 1982   | Thermomix TM3300           |
| 1996   | Thermomix TM21             |
| 2004   | Thermomix TM31             |
| 2014   | Thermomix TM5              |
| 2019   | Thermomix TM6              |
| 2021   | Thermomix Friend           |
| 2022   | Thermomix TM6 (in Schwarz) |
| 2025   | Thermomix TM7              |

## Patentstrategie und Vermarktung
Mit einem Patentierungsverfahren will Vorwerk sich vor Nachahmungen von Mitbewerbern schützen. Während das Modell TM31 durch 13 angemeldete Patente geschützt war, wurde für das Nachfolgemodell TM5 von Alexander Wurzer eine neue Patentstrategie für Vorwerk umgesetzt, die in 151 Patenten mündete.
Die Geräte werden ausschließlich im Direktvertrieb über Verkäufer angeboten und sind im freien Handel nicht zu erwerben. Weltweit waren 2020 ungefähr 60.000 Verkäufer für das Gerät aktiv. Die große Mehrheit der Verkäufer ist weiblich.
Das Unternehmen entwickelte zur Kundenbindung eine Produktwelt um den Thermomix. Dazu zählen Zubehörteile, Kochbücher, eine Rezeptplattform, eine Mobile App, die Einbindung eines Lieferdienstes für Zutaten und Social-Media-Auftritte. Rund um den Thermomix sind auch verschiedene Zeitschriften entstanden.
In Italien und Portugal wird der Thermomix unter der Bezeichnung Bimby vertrieben, da der Name Thermomix dort schon markenrechtlich geschützt war.

## Verkaufszahlen und Umsätze
Bis zum Juni 2013 wurden nach Eigenangaben Vorwerks vier Millionen Geräte verkauft. Der Umsatz belief sich 2013 auf 204 Millionen Euro. 2015, im Jahr nach der Einführung des TM5, steigerte Vorwerk seinen Thermomix-Umsatz auf 1,375 Mrd. Euro, der Thermomix ist seither das umsatzstärkste Vorwerk-Produkt. 2016 wurden mehr als 1,3 Mio. Geräte verkauft.
Ab 2017 waren die Verkaufszahlen zunächst rückläufig; der Umsatz ging weltweit um 12,9 Prozent auf ca. 1,1 Milliarden Euro zurück, in Deutschland um 22,1 Prozent. Im Jahr 2020 machte der Thermomix mit 1,6 Milliarden Euro gut die Hälfte des Gesamtumsatzes der Vorwerk-Gruppe aus. Von den beiden digitalisierten Modellen TM5 und TM6 wurden bis 2021 7,5 Millionen Geräte verkauft.

## Unfälle
In Australien wurde 2018 der unabhängige Vertriebspartner Thermomix in Australia (TiA) zu einer Zahlung von 4,6 Millionen australischen Dollar verurteilt, weil er nicht gehandelt hatte, obgleich er von Sicherheitsproblemen bei einem Dichtungsring des bis 2014 hergestellten Modells TM31 wusste. 14 durch Verbrennungen Geschädigte hatten zuvor gegen TiA geklagt. Vorwerk hatte 2014/2015 über das Problem berichtet und den kostenlosen Austausch des Rings organisiert.
Im April 2021 berichtete eine französische Rentnerin über Verbrennungen beim Umgang mit dem Modell TM31. Im August 2022 gab Vorwerk eine Sicherheitswarnung heraus: Für Rezepte mit Temperaturen ab 95 Grad Celsius solle der Gareinsatz statt des festsitzenden Messbechers des TM6 verwendet werden.

## Rezeption
2005 erhielt Vorwerk mit dem TM31 einen Red Dot Design Award. Der Nachfolger TM5 wurde 2015 beim Red Dot Award: Communication Design in der Kategorie Interface Design ausgezeichnet.
Die Stiftung Warentest bewertete 2010 das Modell TM31 mit der Note 3,2 (befriedigend). Vor allem der Preis von über 1000 Euro in Verbindung mit der Geräuschentwicklung und der Tatsache, dass Lebensmittel nur unterschiedlich stark gehackt werden können – also kein Schneiden von Scheiben oder Streifen möglich ist – fielen negativ auf.
2015 wurde das Modell TM5 mit der Note 2,9 (befriedigend) bedacht. Erneut kritisiert wurde die Lautstärke des Geräts, die beim Wasserrühren 91 Dezibel erreichte. Das führte mit der Note 4,6 für die Umwelteigenschaften zur Abwertung. Die Gewährleistungsbedingungen der Firma Vorwerk bei Gebrauchtkauf sind ein weiterer Kritikpunkt.
2023 wurde das Modell TM6 von Stiftung Warentest mit der Note 2,5 (gut) bewertet. Der TM6 wurde damit im Vergleich zum Konkurrenten Cookit von Bosch, der mit der Note 2,0 (gut) bedacht wurde, auf den zweiten Platz verwiesen. Insbesondere die Geräuschentwicklung und die mangelhafte Reibefunktion führten zur Abwertung.
Nach der Einführung des TM5 im Jahr 2014 und des TM6 2019 waren viele Kunden und Verkäufer verärgert, weil die Modelle ohne vorherige Ankündigung auf den Markt gebracht worden waren. Eine entsprechende Klage einer Verbraucherin auf Rückabwicklung ihres Kaufvertrags wurde vor dem Landgericht Wuppertal abgewiesen: Der Hersteller müsse seine Kunden nicht vorab über einen bevorstehenden Modellwechsel informieren.